# Копін Роман Валентинович
Роман Валентинович Копін (рос. Роман Валентинович Копин; нар. 5 березня 1974, Кострома, РРФСР, СРСР) — російський політик. Губернатор Чукотського автономного округу з 13 липня 2008 по 15 березня 2023 року (тимчасово виконуючий обов'язки губернатора Чукотського автономного округу з 3 по 13 липня 2008 і з 23 липня по 24 вересня 2013). Член Вищої ради партії «Єдина Росія».

## Біографія
Народитися 5 березня 1974 року в Костромі.

### Освіта та робота
Закінчив ліцей № 34 міста Костроми.
В 1996 році закінчив Волго-Вятську академію державної служби.
У 2008 році закінчив Фінансову академію при Уряді Російської Федерації за спеціальністю «Фінанси та кредит».
У 1994 році став заступником директора Нижегородського обласного центру молодіжних ініціатив. З 1995 року працював інспектором юридичного відділу, а потім керівником групи виконання постанов у справах про порушення митних правил Костромської митниці. Надалі працював у Костромській регіональній філії АКБ «СБС-агро»

### Політична діяльність
В 1999 році призначений радником губернатора Чукотського АО. В 2001 році обраний головою Чаунського району, а в 2003 році — глава Білібінського району Чукотського АО.
В квітні 2008 року призначений на посаду заступника губернатора Чукотського АО, очоливши департамент промислової і сільськогосподарської політики (промисловості, енергетики, транспорту, зв'язку, ПЕК, будівництва, архітектури, ЖКГ, державного технічного нагляду, сільського господарства, ветеринарії, торгівлі, продовольства і рибальства, охорони навколишнього природного середовища) Чукотського АО.
3 липня 2008 року, після дострокового припинення повноважень губернатора Чукотки Романа Абрамовича, був призначений тимчасово виконуючим обов'язки губернатора Чукотського АО.
11 липня 2008 року Президент Росії вніс на розгляд Думи Чукотського АО кандидатуру Р. Копіна для наділення його повноваженнями губернатора регіону, 13 липня депутати окружного парламенту одноголосно затвердили внесену президентом кандидатуру. 24 липня 2008 Роман Копін вступив на посаду губернатора Чукотки.
З 1 грудня 2008 по 25 травня 2009 і з 4 січня по 28 липня 2012 — член президії Державної Ради Російської Федерації.

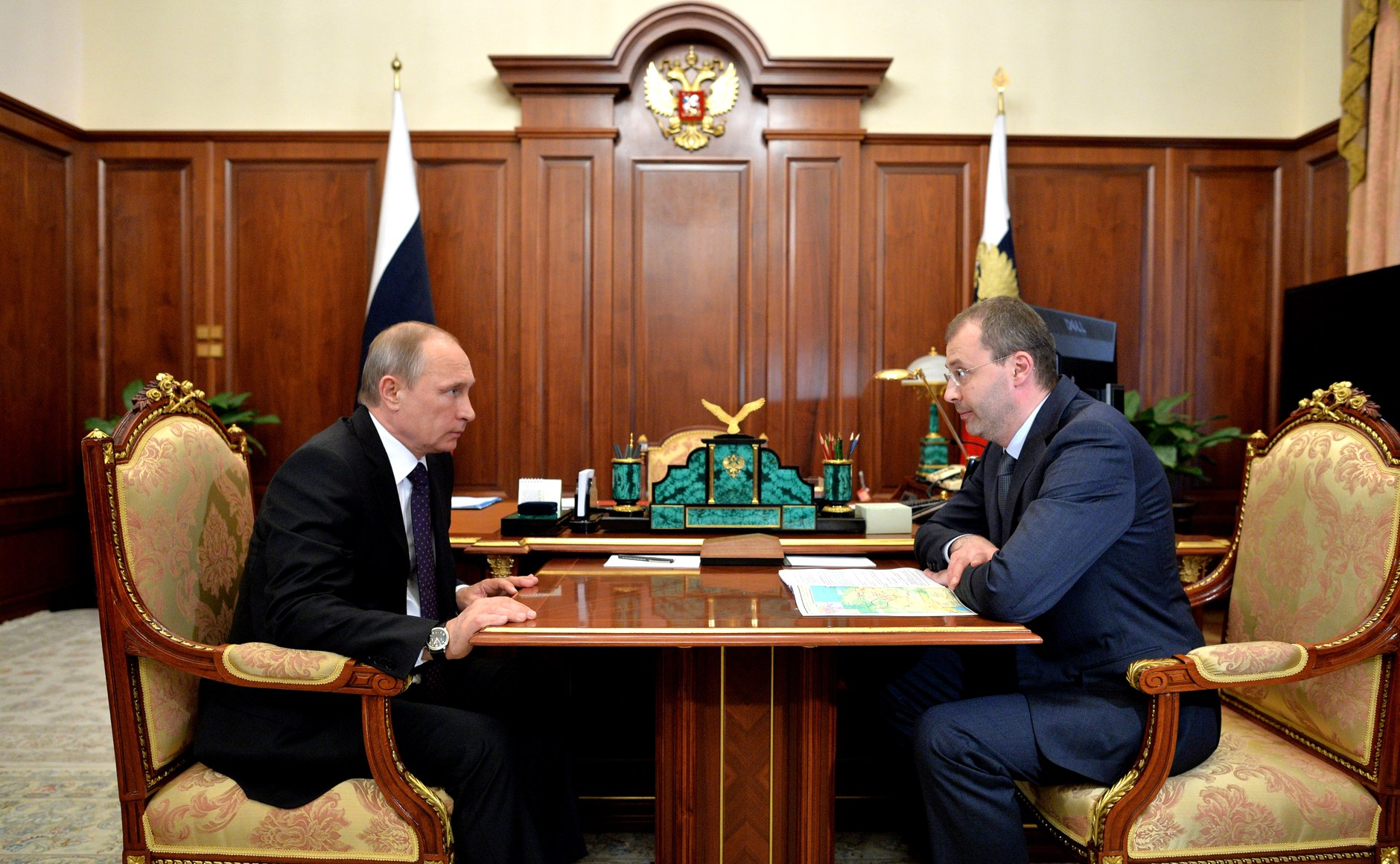
Робоча зустріч Володимира Путіна з Романом Копіним, 4 червня 2015 року

8 вересня 2013 року обраний Губернатором Чукотського автономного округу. 24 вересня прийняв присягу і офіційно вступив на посаду. 15 березня 2023 року покинув пост за власним бажанням.
Член Політради Чукотського РВ політичної партії «Єдина Росія».
Указом Президента РФ нагороджений «Орденом Пошани».

## Сім'я
Одружений, виховує сина Михайла і дочку Аріну.

## Нагороди
- орден Пошани
- медаль «За внесок у зміцнення оборони Російської Федерації» (Міноборони Росії, 2019)[9]

## Санкції
24 лютого 2023 року Держдеп США заніс Копіна до санкційного списку осіб, причетних до "здійснення російських операцій і агресії щодо України, а також до незаконного управління окупованими українськими територіями в інтересах РФ", зокрема за "заклик громадян на війну в Україні".